# Hessville (Ohio)
Hessville es un lugar designado por el censo ubicado en el condado de Sandusky en el estado estadounidense de Ohio. En el Censo de 2010 tenía una población de 214 habitantes y una densidad poblacional de 118,21 personas por km².

## Geografía
Hessville se encuentra ubicado en las coordenadas 41°24′11″N 83°14′35″O / 41.40306, -83.24306. Según la Oficina del Censo de los Estados Unidos, Hessville tiene una superficie total de 1.81 km², de la cual 1.81 km² corresponden a tierra firme y (0%) 0 km² es agua.

## Demografía
Según el censo de 2010, había 214 personas residiendo en Hessville. La densidad de población era de 118,21 hab./km². De los 214 habitantes, Hessville estaba compuesto por el 89.25% blancos, el 0% eran afroamericanos, el 0% eran amerindios, el 0% eran asiáticos, el 0% eran isleños del Pacífico, el 6.54% eran de otras razas y el 4.21% pertenecían a dos o más razas. Del total de la población el 25.7% eran hispanos o latinos de cualquier raza.